# Meme-Coin
Ein Meme-Coin (auch Memecoin geschrieben) ist eine Kryptowährung, die aus einem Internet-Meme hervorgegangen ist oder eine andere humorvolle Eigenschaft besitzt.
Der Begriff wird manchmal synonym mit dem Begriff Shitcoin verwendet, der typischerweise auf eine Kryptowährung verweist, die wenig bis keinen Wert, keine Authentizität oder keinen Nutzen hat. Er kann im weitesten Sinne als Kritik am gesamten Kryptowährungsmarkt verwendet werden. Dazu gehören solche, die auf bestimmten Memes wie Dogecoins, Prominenten oder Pump-and-Dump-Systemen wie Bitconnect basieren. Andere argumentieren jedoch auch, dass Meme-Coins verwendet werden können, um Kryptowährungen zugänglicher zu machen.
Der Begriff wird oft abwertend verwendet, um den Wert oder die Leistung dieser Kryptowährungen mit denen von etablierten digitalen Vermögenswerten zu vergleichen. Befürworter sehen Meme-Coins als Demokratisierung der Finanzen, da jeder einen Meme-Coin starten und von viralen Trends profitieren kann, oft mit Unterstützung von Prominenten. Kritiker hingegen argumentieren, dass Meme-Coins das Pump-and-Dump-Stigma der Kryptowährungen aufrechterhalten und es an Langlebigkeit oder sinnvollen Zielen fehlt. Experten vermuten, dass sie ein Symptom des wirtschaftlichen Pessimismus sind, der Menschen zu risikoreichen Finanzentscheidungen treibt.
Besondere Aufmerksamkeit auch in weniger kryptowährungsaffinen Bevölkerungsschichten erlangte der Begriff Meme-Coin durch die Einführung einer eben solchen durch Donald Trump, der nur wenige Tage vor seiner zweiten Amtseinführung als Präsident der Vereinigten Staaten von Amerika den Meme-Coin $TRUMP angekündigt hat.

## Geschichte

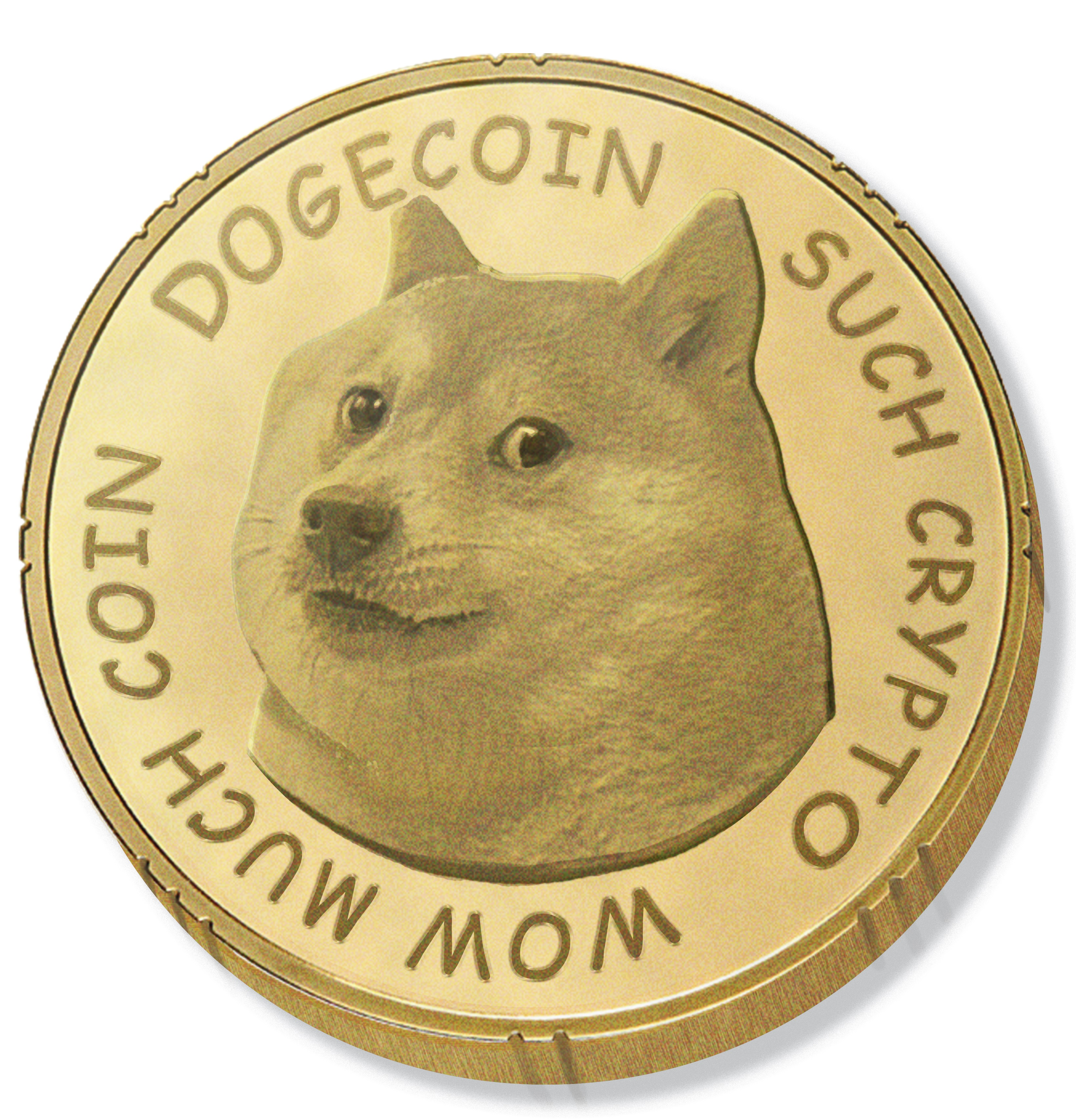
Logo des Dogecoins, der ersten Meme-Coin

Ende 2013 wurde Dogecoin veröffentlicht, nachdem es von Softwareingenieuren als Witz basierend auf dem Doge-Meme erstellt worden war. Dies führte zur Entstehung mehrerer weiterer Meme-Coins. Meme-Coins wie Dogecoin, Pepe und Shiba Inu haben in den späten 2010er Jahren stark an Popularität gewonnen. Diese Kategorie war zeitweise der viertwertvollste Sektor im Kryptomarkt und übertrifft sogar Bereiche wie dezentrale Finanzen (DeFi) und blockchainbezogene Dienstleistungen.
Analysten werfen jedoch ein kritisches Licht auf die Nachhaltigkeit dieser Projekte. Die durchschnittliche Lebensdauer eines Meme-Coins beträgt lediglich ein Jahr, was nur einem Drittel der durchschnittlichen Lebensdauer anderer Krypto-Projekte entspricht. In Übereinstimmung mit dieser hohen Fluktuation sehen fast 60 % der Investoren Meme-Coins als kurzfristige Investitionen an. Ein Großteil aller Meme-Coins existiert bereits nicht mehr. Monatlich verschwinden im Durchschnitt über 2000 Meme-Coins. Gründe dafür sind unter anderem inaktive Projekte, gelöschte Webseiten oder ein Marktkapital unter 1000 US-Dollar.
Ein weiteres Problem ist die hohe Anzahl an Betrugsfällen im Zusammenhang mit Meme-Coins. Über die Hälfte aller Meme-Coins wird als betrügerisch eingestuft, und ein Drittel der Investoren hat bereits Verluste durch sogenannte Scam-Tokens erlitten. Trotz dieser Risiken erfreuen sich Meme-Coins weiterhin großer Beliebtheit, insbesondere bei neuen Investoren. Befürworter sehen Meme-Coins als eine Möglichkeit, die Finanzwelt zu demokratisieren, da jeder ohne großen Aufwand seinen eigenen erstellen kann. Oft werden diese Coins durch virale Trends oder prominente Unterstützer populär. Prominente wie Caitlyn Jenner, Iggy Azalea und Andrew Tate haben versucht, von diesem Trend zu profitieren. Iggy Azalea etwa erklärte, dass ihre große Präsenz in viralen Internet-Trends sie dazu inspiriert habe, ihren eigenen Coin namens Mother zu starten. Zahlreiche andere Internet-Persönlichkeiten, wie z. B. das Hawk-Tuah-Girl, waren mit dem Vorwurf konfrontiert, Spekulationsgewinne abgeschöpft zu haben.
Kritiker hingegen argumentieren, dass Meme-Coins das negative Image der Kryptowelt – insbesondere durch Pump-and-Dump-Schemata – weiter verstärken. Ethereum-Mitbegründer Vitalik Buterin kritisierte die Meme-Coin-Kultur und forderte, dass solche Projekte langfristige Ziele verfolgen und einen Mehrwert für die Allgemeinheit schaffen sollten, anstatt nach kurzer Zeit zu verschwinden. Experten wie Omid Malekan, Dozent an der Columbia Business School, sehen Meme-Coins als Symptom eines breiteren wirtschaftlichen Pessimismus. Er vergleicht sie mit Meme-Aktien und dem Wachstum traditioneller Glücksspiele, die zeigen, dass Menschen zunehmend risikoreiche finanzielle Entscheidungen treffen, um wirtschaftlich voranzukommen.
Ende 2021 führten Werbeanzeigen für den Meme-Coin Floki Inu in London zu Untersuchungen über die Werbung für Meme-Coins, die von der britischen Werbeaufsichtsbehörde (Advertising Standards Authority, ASA) als ein nicht reguliertes Finanzprodukt betrachtet werden. Einige Länder haben konkrete Maßnahmen zur Regulierung von Meme-Coins ergriffen. Anfang 2021 verbot die thailändische Wertpapier- und Börsenaufsichtsbehörde Meme-Coins im Rahmen eines Vorgehens gegen digitale Güter mit „keinem klaren Ziel oder Substanz“.

## $TRUMP Meme-Coin

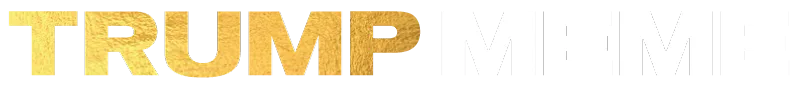
Logo des Trump Meme-Coins

Besonderes Aufsehen erregte Donald Trump, der nur wenige Tage vor seiner zweiten Amtseinführung als Präsident der Vereinigten Staaten von Amerika den Meme-Coin $TRUMP auf seiner Social-Media-Plattform Truth Social angekündigt hat.

„My NEW Official Trump Meme is HERE! It’s time to celebrate everything we stand for: WINNING! Join my very special Trump Community. GET YOUR $TRUMP NOW.“

„Mein NEUES offizielles Trump Meme is DA! Es ist Zeit all jenes zu feiern, wofür wir stehen: SIEGEN! Tretet meiner überaus speziellen Trump Community bei: HOLT EUCH JETZT EUREN $TRUMP.“

Trotz Spekulationen über einen möglichen Hack wurde der Wert der ausgegebenen Coins am nächsten Tag auf 14 Milliarden Dollar geschätzt. Die übrigen 80 % der Coins gehören Trump-nahen Organisationen und werden über drei Jahre hinweg über die Blockchain-Plattform Solana freigegeben. Kurz darauf veröffentlichte auch seine Ehefrau, Melania Trump, ihren eigenen Meme-Coin ($MELANIA), wodurch der Trump-Coin um 50 % an Wert verlor. Kritiker werfen der Familie Trump vor, von Unterstützern zu profitieren, die mit finanziellen Verlusten rechnen müssen. Der hohe Anteil der von Trump gehaltenen Coins weckt Bedenken über mögliche Pump-and-Dump-Strategien, bei denen Coins beworben und anschließend abverkauft werden, was bei Investoren große Verluste verursacht.
Der Meme-Coin erreichte innerhalb kürzester Zeit eine Marktkapitalisierung von 14 Milliarden US-Dollar. Die Verbindung zwischen Trumps politischer Macht und seinem privaten Unternehmertum wirft unter Beobachtern tiefgreifende Fragen auf. Unter rechtlichen Gesichtspunkten steht die Möglichkeit im Raum, dass $TRUMP unter den Howey-Test fällt und als Wertpapier eingestuft werden könnte. Die Tatsache, dass 80 % der Coins in Trump-nahen Unternehmen wie CIC Digital LLC gebündelt sind, verstärkt diese Annahme. Auch die Erklärung, dass der Meme-Coin lediglich eine „Unterstützungsbekundung“ sei, dürfte nicht ausreichen, um eine regulatorische Prüfung zu umgehen. Die geplanten Erweiterungen der Coin-Menge sowie die starke Spekulationskomponente zeigen zusätzliche Risiken und könnten auf mögliche Marktmanipulation hindeuten.
Das Timing der Einführung, nur wenige Tage vor Trumps Amtsübernahme, hebt diese Kryptowährung von traditionellen Produkten wie Parfüms oder signierten Gitarren ab, weil politische Entscheidungen den Kurs des Coins direkt beeinflussen können. Anders als bei herkömmlichem Merchandising schafft der Meme-Coin eine neue Ebene der Interessenkonflikte, weil Trumps Präsidentschaft unmittelbar mit seinem finanziellen Gewinn verknüpft sein könnte und weil die Grenze zwischen öffentlichem Amt und privater Bereicherung verwischt wird.
Die Reaktionen in der Krypto-Community sind gespalten. Während einige das Projekt als Zeichen für die wachsende Akzeptanz von Kryptowährungen feiern, sehen andere eine gefährliche Vermischung von politischer Macht und privatem Profit. Die regulatorische Unsicherheit wird durch den bevorstehenden Wechsel an der Spitze der US-Börsenaufsichtsbehörde (SEC) weiter verstärkt. Obwohl Paul Atkins, der designierte SEC-Vorsitzende, als krypto-freundlich gilt, bleiben grundlegende rechtliche Standards wie der Howey-Test bestehen.
Trumps Vorgehen markiert eine nie dagewesene Verbindung von politischer Macht und privatwirtschaftlichen Interessen. Die Einführung einer Kryptowährung, die direkt von Trumps Präsidentschaft profitieren könnte, stellt die Integrität demokratischer Prinzipien infrage. Trotz der Feierlichkeiten um diesen vermeintlich innovativen Schritt stellen sich Beobachter die grundlegende Frage, ob die Gesellschaft diese zunehmende Verschmelzung von Politik und Geschäft zu akzeptieren bereit ist. Trumps Meme-Coin steht damit nicht nur symbolisch, sondern auch faktisch für die Risiken, die entstehen, wenn wirtschaftlicher Gewinn und politisches Amt miteinander verwoben werden.
Laut Financial Times machten die Verantwortlichen hinter der Digitalwährung innerhalb von drei Wochen nach dem Start am 17. Januar 2025 350 Millionen US-Dollar Gewinn.